# ۱۳۲۸ (میلادی)
۱۳۲۸ (میلادی) هزار و سیصد و بیست و هشتمین سال تقویم میلادی است.

## زادگان
- ۲۱ اکتبر - هونگ‌وو، بنیادگذار دودمان مینگ و امپراتور چین.

## درگذشتگان
- ۲۷ سپتامبر - ابن تیمیه، فقیه و متکلم مسلمان.

‎